# Brain Death
Brain Death è il primo EP del gruppo musicale statunitense Nuclear Assault, pubblicato nel 1986 dalla Combat Records.
Nel 1988 venne unito al singolo Fight to Be Free dalla Under One Flag/Relativity Records per un EP avente il titolo di quest'ultimo.

## Tracce
Lato A
1. Brain Death – 7:09

Lato B
1. Final Flight – 2:22
2. Demolition – 4:05

## Formazione
- John Connelly – voce, chitarra
- Anthony Bramante – chitarra
- Dan Lilker – basso
- Glenn Evans – batteria